# 全身タイツ

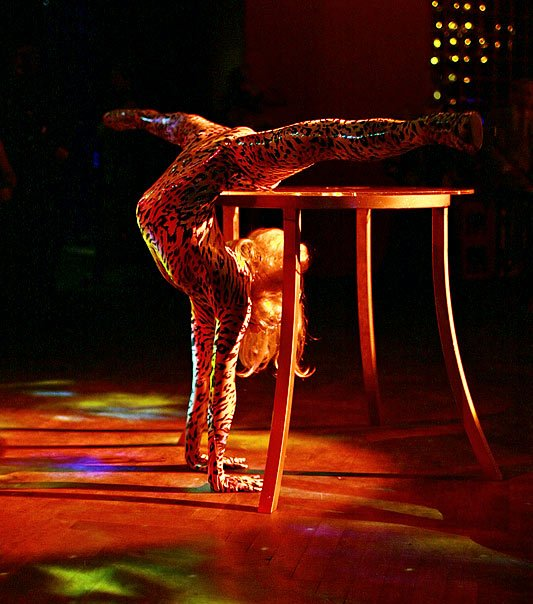
舞台衣装としての全身タイツの一例

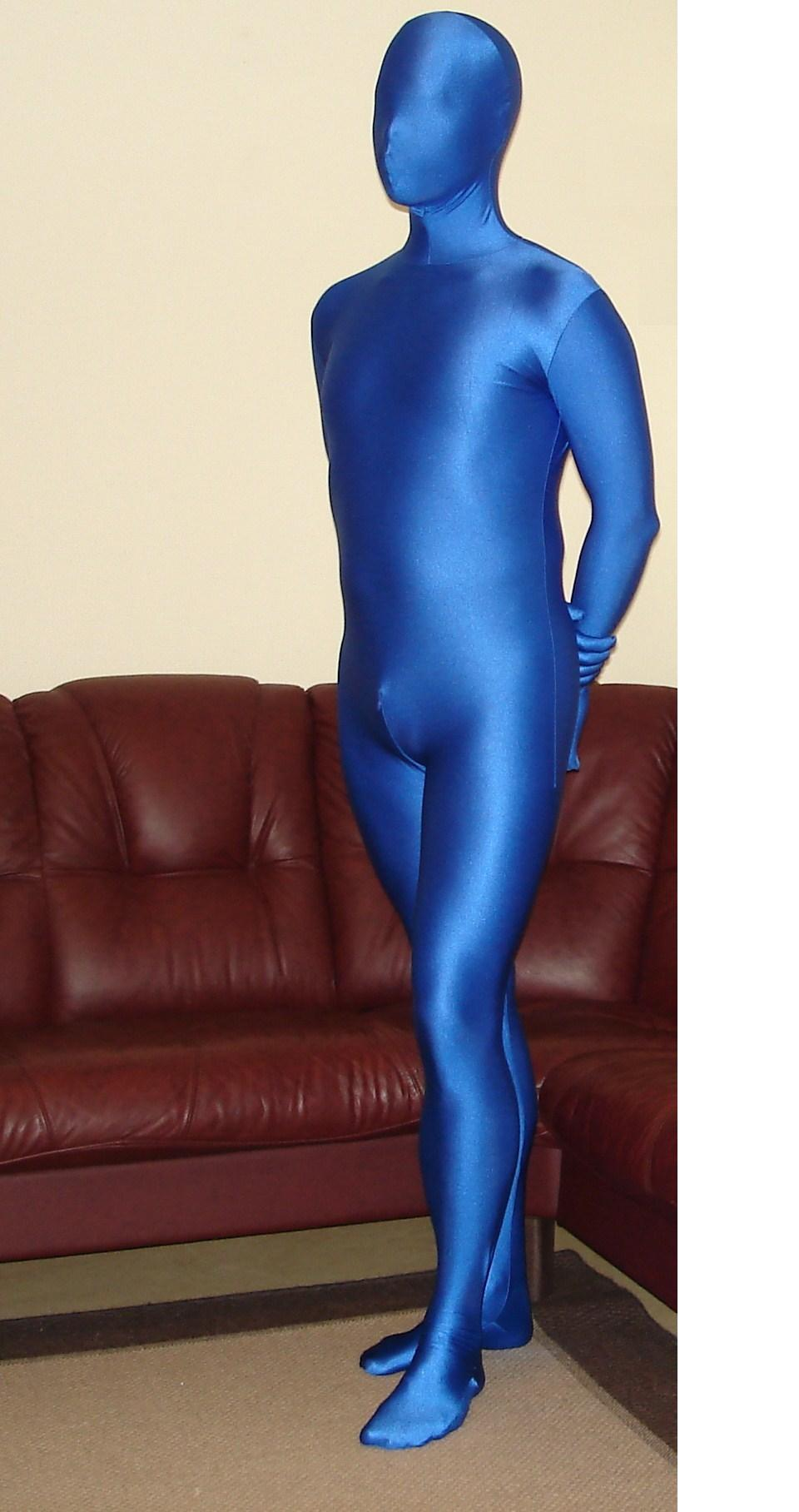
素肌の見えない全身タイツの一例

全身タイツ（ぜんしんタイツ）は、全身をおおうことができる、オールインワンのレオタード風の衣類。便宜上「タイツ」と称されるが靴下には含まれない。ゼンタイと短く略す者もいる。総身タイツ（そうしんタイツ）とも称する。

## スポーツウェアとして
ヨーロッパ各国王宮のスポーツ芸術であるサーカスにおいて、身体の躍動を余すところなく見せるための衣服がその発祥。その機能はさらに歴史のあるレオタードにほぼ準ずる。その機能性は高く、アクロバット系競技やダンス、スピードスケートなどのスポーツには欠かせないものとなっている。現代ではスポーツメーカーの研究開発による最先端の繊維素材が使用され、極限までのシビアな動きが要求されるスポーツ分野では、空気抵抗に特に優れたものや、筋肉の動きをサポートするものなど、特殊な機能を持たせた全身スーツが現在も開発され続け、スポーツ選手の運動記録の更新に一役買っている。
スポーツ用タイツのうち、腰より下だけを覆うものはロングタイツと呼ばれている。
その全身を覆う身体に密着した衣裳というコンセプトは、筋肉を強調するため古くはスーパーマンやバットマンなどのアメリカン・コミックに登場するスーパーヒーローのコスチュームとしても採用されていた。欧米ではその素材からスパンデックスと呼ばれている。日本においては、ウルトラマンなどの特撮ヒーローの衣裳に、現在の全身タイツの原型をみることができる。

## バラエティ等として
全身タイツは上記のような分野だけでなく、そのユーモラスに見えなくもない姿から、モジモジくんや赤鼻、電撃ネットワーク、3ガガヘッズ等、テレビのバラエティ番組のパフォーマンス、コントで使われることも多くなっている。
パーティ用の安価な全身タイツが市場に出回るようになって以降は、宴会を盛り立てる小道具としても利用されるようになった。素材は化学繊維で、上述のスポーツ用の製品に比べて通気性が悪い、縫製が悪い、洗濯ができないなど、粗悪な作りになっている。
また、全身タイツ姿を好んで見ること、あるいは自ら着ることにより、性的魅力を感じる者もいる。このようなフェティシズムとしては一般的に「全身タイツフェチ」、「ゼンタイフェチ」と称されている。そのため頭部まですっぽり覆うタイプもあり、顔のほか目や口だけが露出しているタイプのほか、全く地肌が見えない全身タイツも存在する。

## 生地と着用方法

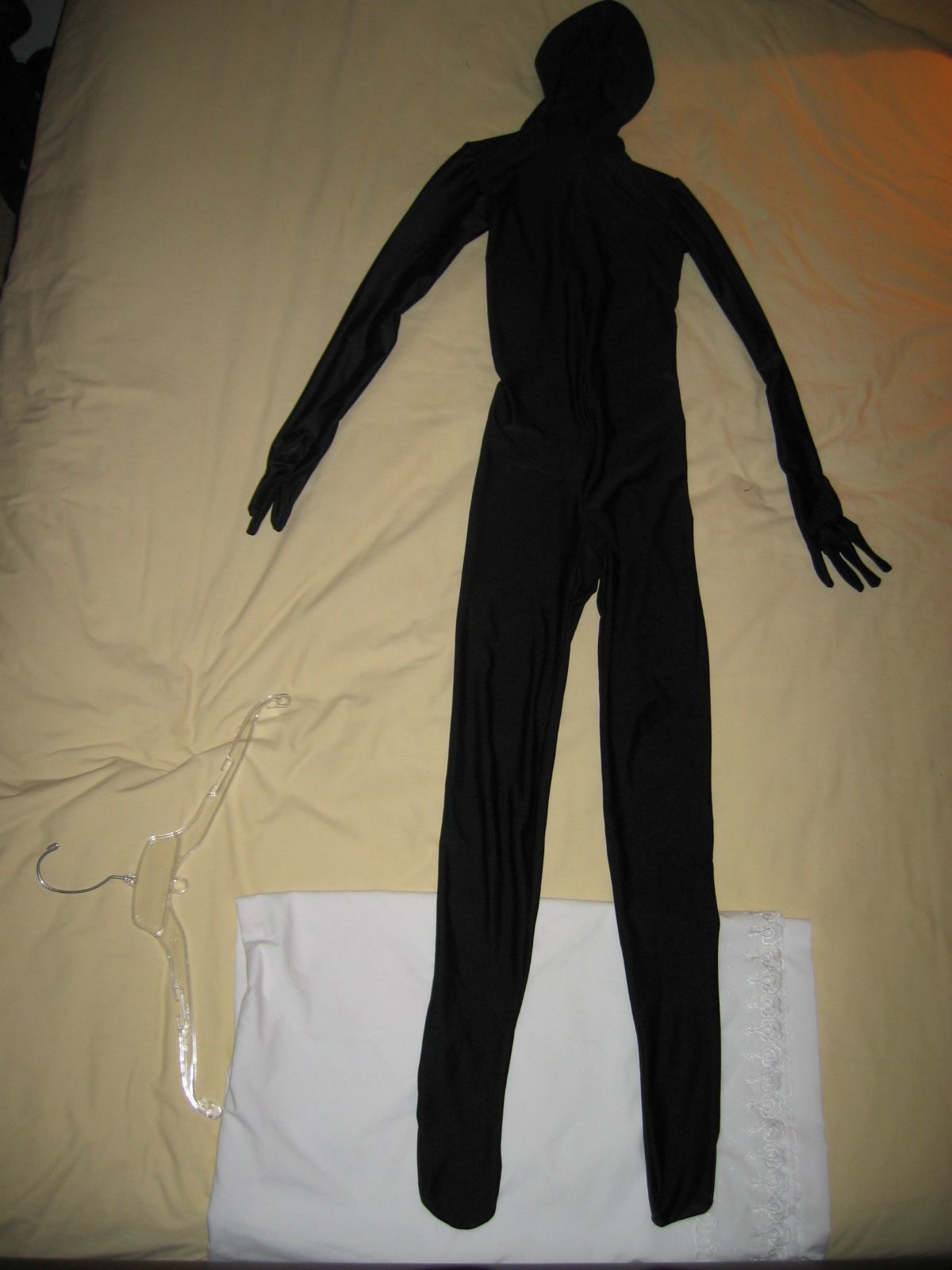
着用前の全身タイツの一例

タイツの生地はレオタードなどと同じ布地であり、構造により水や空気を透過するため、生地の網目部分に水分が滞留しやすいことから、着用したままで水中に潜ると水圧により重くなる。またラバーフェテ向けにゴム（ラテックス）素材で作られたタイツも存在する。
全身タイツの多くは、普通のレオタードと同じく首部分の開口部から身体を入れて着用する場合が多いが、背中のチャック部分から体を入れて、チャックを上げるものもある。ほかにも脇腹の開口部から身体を入れる場合や、被るようにして着用するものもある。後者の場合には脚の部分はブーツのようにチャックをする必要がある。